# Saut en longueur féminin aux championnats du monde d'athlétisme 2001
Navigation
Séville 1999 Paris 2003
L'épreuve du saut en longueur féminin des championnats du monde d'athlétisme 2001 s'est déroulée les 5 et 7 août 2001 au stade du Commonwealth d'Edmonton, au Canada. Elle est remportée par l'Italienne Fiona May.

## Résultats

### Finale
| Rang               | Athlète            | Pays       | Essais | Essais | Essais | Essais | Essais | Essais | Marque | Notes |
| Rang               | Athlète            | Pays       | 1      | 2      | 3      | 4      | 5      | 6      | Marque | Notes |
| ------------------ | ------------------ | ---------- | ------ | ------ | ------ | ------ | ------ | ------ | ------ | ----- |
| Médaille d'or      | Fiona May          | Italie     | 6.86   | 6.97   | 7.02   | 6.73   | 6.97   | 6.80   | 7.02   |       |
| Médaille d'argent  | Tatyana Kotova     | Russie     | 6.60   | 6.82   | 6.67   | 7.01   | 6.81   | x      | 7.01   |       |
| Médaille de bronze | Niurka Montalvo    | Espagne    | 6.73   | x      | 6.59   | 6.88   | 6.76   | 6.54   | 6.88   |       |
| 4                  | Tünde Vaszi        | Hongrie    | 6.68   | x      | 6.86   | 6.84   | x      | x      | 6.86   | NR    |
| 5                  | Valentīna Gotovska | Lettonie   | 6.84   | 6.67   | 6.66   | x      | 6.59   | 6.23   | 6.84   |       |
| 6                  | Niki Xanthou       | Grèce      | 6.61   | x      | 6.76   | 6.67   | x      | 6.57   | 6.76   |       |
| 7                  | Maurren Maggi      | Brésil     | 6.40   | 6.46   | 6.73   | x      | 6.67   | x      | 6.73   |       |
| 8                  | Lyudmila Galkina   | Russie     | 6.56   | 6.67   | 6.70   | x      | 6.61   | x      | 6.70   |       |
| 9                  | Guan Yingnan       | Chine      | 6.69   | x      | 5.12   |        |        |        | 6.69   |       |
| 10                 | Elva Goulbourne    | Jamaïque   | 6.62   | x      | x      |        |        |        | 6.62   |       |
| 11                 | Kumiko Ikeda       | Japon      | 6.44   | 6.38   | -      |        |        |        | 6.44   |       |
|                    | Jenny Adams        | États-Unis | x      | x      | x      |        |        |        | NM     |       |

## Légende
Records et Performances
- AR : Record continental (area record)
- CR : Record des championnats (championship record)
- MR : Record du meeting (meet record)
- NR : Record national (national record)
- OR : Record olympique (olympic record)
- PR : Record paralympique (paralympic record)
- PB : Record personnel (personal best)
- SB : Meilleure performance personnelle de la saison (season's best)
- WL : Meilleure performance mondiale de l'année (world leader)
- WJR : Record du monde junior (world junior record)
- WR : Record du monde (world record)

Circonstances et Conditions
- DNF : N'a pas terminé (did not finish)
- DNS : N'a pas pris le départ (did not start)
- DQ : Disqualification (disqualification)
- NM : Aucun essai valable enregistré (No Mark)
- Q : Qualifié « directement » au prochain tour (ou à la prochaine compétition), lors d'une compétition majeure, grâce au classement ou à la réalisation des minima (automatic qualifier)
- q : Qualifié au prochain tour (ou à la prochaine compétition), lors d'une compétition majeure, grâce au repêchage ou à la réalisation de l'une des meilleures performances parmi celles des « non qualifiés directement » (grâce au meilleur temps ou à la meilleure distance par exemple) (secondary qualifier)